# 協和バイパス
協和バイパス（きょうわバイパス）は茨城県筑西市から桜川市を通る国道50号のバイパスとして計画・事業中の路線である。

## 概要
- 起点 : 茨城県筑西市横塚（横塚交差点）
- 終点 : 茨城県桜川市長方
- 距離 : 6.3 km
- 車線数 : 4車線
- 規格 : 3級1種
- 設計速度 : 80 km/h

北関東自動車道などの建設に伴う、筑西幹線道路の一部および、現道の渋滞減少を狙ったバイパスとして構想された。全区間のうち、新規バイパス部分は起終点付近を除いた4.1 kmで、残りの2.2 kmは現道拡幅によるものである。国道50号の茨城県内は2001年時点で大半が2車線であったが、結城バイパス・下館バイパスと本バイパス、桜川筑西インターチェンジ関連事業（現道拡幅）の完成で、結城市から桜川市まで4車線で供用される見込みである。

## 歴史
- 2010年7月15日 - 都市計画決定。
- 2020年4月 - 新規事業化[1]。

## 接続するバイパス
- 下館バイパス
- 国道50号桜川筑西インターチェンジ関連事業（※現道拡幅）[2]